# Nikita Tregoubov
Nikita Mikhaïlovitch Tregoubov (en russe : Никита Михайлович Трегубов), né le 14 février 1995 à Krasnoïarsk, est un skeletoneur russe.

## Carrière
Il fait ses débuts internationaux lors de l'hiver 2012-2013 dans la Coupe d'Europe. En 2013-2014, il apparait en Coupe intercontinentale dans laquelle gagne deux manches et le classement général. Il parvient à se qualifier pour les Jeux olympiques de Sotchi 2014, sans passer par la Coupe du monde. Il y prend la sixième place finale. Il commence la saison 2014-2015 dans la Coupe intercontinentale puis est sélectionné en coupe du monde à la manche d'Altenberg qu'il achève au cinquième rang. Deux semaines plus tard, il monte sur son premier podium en Coupe du monde en terminant troisième à Saint-Moritz.
Il remporte la médaille d'argent aux jeux olympiques de Pyeongchang sous la bannière "athlète olympique de Russie".
Testé positif à la Covid-19 juste avant son départ pour Pékin, il ne peut prendre part aux Jeux olympiques d'hiver de 2022.

## Palmarès
| Compétitions / Année    | Compétitions / Année    | 2014 | 2015 | 2016 | 2017 | 2018 | 2019 | 2020 | 2021 |
| ----------------------- | ----------------------- | ---- | ---- | ---- | ---- | ---- | ---- | ---- | ---- |
| Jeux olympiques d'hiver | Jeux olympiques d'hiver | -    | -    | -    | -    | 2e   | -    | -    | -    |
| Champ. du monde         | Ind.                    | JO.  | 4e   | 5e   | 3e   | JO.  | 2e   | 9e   | 6e   |
| Champ. du monde         | Mixte                   | JO.  | -    | 14e  | 3e   | JO.  | 8e   | 9e   |      |
| Champ. d'Europe         | Ind.                    | -    | -    | 3e   | 5e   | 2e   | 8e   | 6e   | 9e   |
| Coupe du monde          | Coupe du monde          | -    | 12e  | 14e  | 8e   | 5e   | 4e   | 10e  | 7e   |

### Coupe du monde
- Meilleur classement général : 4e en 2019 et 2022.
- 10 podiums individuels : 1 victoire, 1 deuxième place et 8 troisièmes places.

 Dernière mise à jour le 20 décembre 2020 

#### Détails des victoires en Coupe du monde
| Édition   | Piste   | Total |
| 2018-2019 | Sigulda | 1     |